# Röthenbach (Germania)
Röthenbach (ufficialmente Röthenbach (Allgäu)) è un comune tedesco di 1 697 abitanti, situato nel land della Baviera.